# Concurso Nacional de Literatura Ricardo Miró
El Concurso Nacional de Literatura Ricardo Miró se celebra anualmente desde 1942, lo que lo convierte en el certamen literario más antiguo de Panamá. Está abierto a escritores panameños, residentes en el país o en el extranjero, y a los panameños por  naturalización  con  más  de  cinco  (5)  años  de  residencia comprobada en el país. Los concursantes compiten con un libro inédito presentado bajo seudónimo en uno de los cinco géneros literarios que se convocan. Un mismo concursante puede participar en varias categorías, pero no podrán participar nuevamente en el género en el que hayan ganado anteriormente hasta que hayan transcurrido dos (2) años.
Este premio lo instauró el Ayuntamiento Provincial de Panamá por unanimidad en marzo de 1942 como premio nacional de literatura a celebrarse anualmente en honor al poeta panameño Ricardo Miró. El poeta Moisés Castillo Ocaña fue el encargado de hacer las gestiones necesarias para que se lograga la creación de este premio. Tras la desaparición de los ayuntamientos provinciales en 1945 y por lo tanto del premio, Moisés Castillo promovió nuevamente su creación, consiguiendo que se instaurara por decreto ley en 1946.
En la actualidad, el concurso es organizado por el Ministerio de Cultura de Panamá y es convocado en cinco secciones: novela, cuento, ensayo, teatro y poesía. El jurado para cada categoría es elegido cada año entre escritores, críticos y académicos de trayectoria reconocida y se mantiene en secreto su identidad hasta el día en que se da el fallo. El jurado en cada categoría está formado por tres miembros, dos de los cuales deben ser extranjeros y uno debe ser panameño por nacimiento o naturalización.

## Premios
Desde 2002, el galardón, único e indivisible, consiste en B/.15.000.00 para el ganador de cada una de las cinco secciones, una medalla de oro y un pergamino. Los premios podrán ser declarados desiertos cuando, a juicio mayoritario del jurado, las obras participantes no reúnan la calidad literaria que demanda el género correspondiente; en cuyo caso, el dinero destinado para el premio será utilizado para la realización de actividades que promuevan o refuercen dicho género.
Al aceptar el premio, los autores conceden legalmente al Ministerio de Cultura la titularidad de los derechos de edición, publicación y comercialización de sus obras galardonadas en el Concurso por el período de un año o hasta que se agote la edición.
El Ministerio de Cultura debe publicar las obras ganadoras al año siguiente al premio correspondiente.

## Participación
Cada trabajo presentado al concurso debe ser inédito (impreso o digital); y la obra debe estar escrita en idioma español, tener un solo autor y corresponder a un solo género literario. Este criterio será aplicable a la obra en su totalidad. Los participantes entregarán un (1) ejemplar físico, engargolado o engrapado, no empastado, escritos por una cara, a doble espacio, en letra Times New Roman 12, con márgenes de una pulgada, en papel bond blanco 8 1/2 X 11, páginas enumeradas, al igual que un USB o CD con la grabación en PDF del libro y un sobre blanco con sus generales. Los trabajos serán presentados bajo seudónimo.
Dentro del sobre blanco tamaño 4 x 9.5 pulgadas (plica), se debe incluir una reseña biográfica actualizada, dirécción completa, números de teléfonos, copia de la cédula de identidad personal y una certificación firmada por el concursante en el que indicará que conoce y acepta en su totalidad las bases del concurso, que la obra es de su exclusiva autoría, inédita en su totalidad, y que no se encuentra participando, ni ha sido premiada, en ningún otro certamen nacional o internacional, que no tiene cedidos o comprometidos a terceros los derechos de edición y/o reproducción en cualquier forma y que no viola derechos de propiedad intelectual, ni ningún otro derecho a terceros y que se hace expresamente responsable de todo reclamo que reciban los organizadores con respecto a la obra presentada. La ausencia de este documento descalificará la obra en caso de que resultara seleccionada. Igualmente, debe aparecer el nombre o seudónimo bajó el cual quiere que se publique su obra.
Debido a la pandemia del COVID-19, las obras participantes de los años 2020 y 2021 fueron enviadas por medio de correo electrónico al ministerio.

## Listado de galardonados y título de la obras
El premio se ha convocado anualmente desde su origen casi ininterrumpidamente; pero, antes del año 1964, el premio se presentaba como el final de un año y el inicio del otro (1942-1943, 1943-1944, ..., 1963-1964, 1964, ...). Esto se debió a que la creación del premio comenzó a surtir efectos el 30 de octubre de 1942 y las primeras obras fueron premiadas en 1943, como es el caso de Stella Sierra y su obra Sinfonía jubilosa en doce sonetos en la sección de poesía; por conveniencia, el primer premio se ubicará en el año 1942. 
Debido a este cambio de formato (el cual ocurrió más de una vez), diversas fuentes pueden tener un año de diferencia entre sí. Este cambio no solo puede traer confusión entre dos o más fuentes, pero también con el mismo concurso en sí. Por ejemplo, podría parecer que se llevó a cabo el concurso dos veces en 1964 (una vez en 1963-1964 y otra en 1964). Cabe mencionar que las categorías anteriormente contaban con tres lugares (primero, segundo y tercero) hasta 1971. En las tablas siguientes solo aparece el primer lugar. En ciertos casos donde no hubo primer lugar por cualquier motivo, pero hubo otro puesto (i.e., segundo o mención de honor), se ha colocado el siguiente por sucesión en la casilla. 

### Sección Novela
Esta es una de las tres categorías originales del concurso. 
| Año  | Galardonado(a)              | Obra                                                |
| ---- | --------------------------- | --------------------------------------------------- |
| 1942 | José A. Cajar Escala        | El cabecilla                                        |
| 1943 | Rogelio Sinán               | Plenilunio                                          |
| 1944 | No convocado                | No convocado                                        |
| 1945 | No convocado                | No convocado                                        |
| 1946 | No convocado                | No convocado                                        |
| 1947 | Mario Riera Pinilla         | La yerba                                            |
| 1948 | Manuel de Jesús Quijano     | Tierra adentro                                      |
| 1949 | Joaquín Beleño              | Luna verde                                          |
| 1950 | Guillermo Sánchez Borbón    | El guitarrista                                      |
| 1951 | No convocado                | No convocado                                        |
| 1952 | No convocado                | No convocado                                        |
| 1953 | Guillermo Sánchez Borbón    | El ahogado                                          |
| 1954 | No convocado                | No convocado                                        |
| 1955 | Alfredo Cantón              | Juventudes exhaustas                                |
| 1956 | No convocado                | No convocado                                        |
| 1957 | No convocado                | No convocado                                        |
| 1958 | No convocado                | No convocado                                        |
| 1959 | Joaquín Beleño              | Los forzados de Gamboa                              |
| 1960 | Alfredo Cantón              | Nalu nega                                           |
| 1961 | Guillermo E. Beleño C.      | Novela absurda                                      |
| 1962 | No convocado                | No convocado                                        |
| 1963 | No convocado                | No convocado                                        |
| 1964 | No convocado                | No convocado                                        |
| 1965 | Joaquín Beleño              | Flor de banana                                      |
| 1966 | Yolanda C. DeSucre          | La doña de paz                                      |
| 1967 | No convocado                | No convocado                                        |
| 1968 | Laurentino Maté             | Ianovich                                            |
| 1969 | No convocado                | No convocado                                        |
| 1970 | No convocado                | No convocado                                        |
| 1971 | Justo Arroyo                | Dejando atrás al hombre de celofán                  |
| 1972 | Saúl Trinidad Torres        | Marcha forzada                                      |
| 1973 | Rafael Pernett y Morales    | Loma ardiente y vestida de sol                      |
| 1974 | Dimas Lidio Pitty           | Estación de navegantes                              |
| 1975 | Saúl Trinidad Torres        | Casus belli                                         |
| 1976 | Rafael Pernett y Morales    | Estas manos son para caminar                        |
| 1977 | Rogelio Sinán               | La isla mágica                                      |
| 1978 | Declarado desierto          | Declarado desierto                                  |
| 1979 | Acracia Sarasqueta de Smith | Una dama de primera                                 |
| 1980 | Declarado desierto          | Declarado desierto                                  |
| 1981 | Carlos Francisco Changmarín | El guerrillero transparente                         |
| 1982 | Rosa María Britton          | El ataúd de uso                                     |
| 1983 | Héctor Rodríguez C.         | Nickel Odeón                                        |
| 1984 | Rosa María Britton          | El señor de las lluvias y el viento                 |
| 1985 | Declarado desierto          | Declarado desierto                                  |
| 1986 | César Candanedo             | El perseguido                                       |
| 1987 | Declarado desierto          | Declarado desierto                                  |
| 1988 | Declarado desierto          | Declarado desierto                                  |
| 1989 | Jorge I. Cisneros           | El legado                                           |
| 1990 | Rogelio Guerra Ávila        | Cuando perecen las ruinas                           |
| 1991 | Rosa María Britton          | No pertenezco a este siglo                          |
| 1992 | Ernesto Endara              | Tic ... Tac                                         |
| 1993 | Sonia Ritter de Fiedderjohn | El cuento de Gabo                                   |
| 1994 | Ramón Fonseca Mora          | La danza de las mariposas                           |
| 1995 | Justo Arroyo                | Semana sin viernes                                  |
| 1996 | Rafael Ruiloba              | Manosanta                                           |
| 1997 | Justo Arroyo                | Lucio Dante resucita                                |
| 1998 | Ramón Fonseca Mora          | Soñar con la ciudad                                 |
| 1999 | Justo Arroyo                | Sin principio ni fin                                |
| 2000 | Ariel Barría Alvarado       | Loma de cristal                                     |
| 2001 | Jilma Noriega de Jurado     | Y cayó sobre nosotros el estruendo de la muerte     |
| 2002 | Rogelio Guerra Ávila        | El largo camino de regreso                          |
| 2003 | Declarado desierto          | Declarado desierto                                  |
| 2004 | Antonio Paredes Villegas    | Las líneas sobre el pecho                           |
| 2005 | Mireya Hernández            | Crónicas de caracoles                               |
| 2006 | Ariel Barría Alvarado       | La casa que habitamos                               |
| 2007 | Rafael Pernett y Morales    | El indio sin ombligo                                |
| 2008 | Justo Arroyo                | Otra luz                                            |
| 2009 | Consuelo Tomás              | Lágrima de dragón                                   |
| 2010 | Basilio Dobras Ramos        | Mis ojos vieron                                     |
| 2011 | Ernesto Endara              | Viviendo de mis mentiras                            |
| 2012 | Javier Stanziola            | Hombres enlodados                                   |
| 2013 | Dimitrios Gianareas         | La chica que conocí en el día que mataron a Kennedy |
| 2014 | Ariel Barría Alvarado       | Las canciones que el público nos pide               |
| 2015 | Enrique Chuez               | La mansión de Drácula                               |
| 2016 | Rogelio Guerra Ávila        | La puerta de arriba                                 |
| 2017 | Declarado desierto          |                                                     |
| 2018 | Javier Medina Bernal        | Diario de un poeta despechado                       |
| 2019 | Pedro Crenes Castro         | Crónicas del solar                                  |
| 2020 | Emiliano Pardo Tristán      | Lo blanco y lo negro                                |
| 2021 | Carlos Gasnell              | Bajo la antigua puerta del mar                      |
| 2022 | Rogelio Guerra Ávila        | La Miscelánea                                       |

### Sección Cuento
Esta categoría se convocó por primera vez en 1950. 
| Año  | Galardonado(a)             | Obra                                             |
| ---- | -------------------------- | ------------------------------------------------ |
| 1950 | Sergio González Ruiz       | Veintiséis leyendas panameñas                    |
| 1951 | No convocado               | No convocado                                     |
| 1952 | No convocado               | No convocado                                     |
| 1953 | No convocado               | No convocado                                     |
| 1954 | No convocado               | No convocado                                     |
| 1955 | No convocado               | No convocado                                     |
| 1956 | Boris Zachrisson           | La casa de los ladrillos rojos y otros cuentos   |
| 1957 | No convocado               | No convocado                                     |
| 1958 | No convocado               | No convocado                                     |
| 1959 | Moravia Ochoa López        | Yesca                                            |
| 1960 | No convocado               | No convocado                                     |
| 1961 | Carlos Fco. Chang Marín    | Cañizo                                           |
| 1962 | No convocado               | No convocado                                     |
| 1963 | No convocado               | No convocado                                     |
| 1964 | Eustorgio Chong Ruiz       | Techumbres, guijarros y pueblos                  |
| 1965 | No convocado               | No convocado                                     |
| 1966 | No convocado               | No convocado                                     |
| 1967 | Saúl Trinidad Torrés       | Desde un espejismo                               |
| 1968 | No convocado               | No convocado                                     |
| 1969 | Pedro Rivera               | Pecceta minuta                                   |
| 1970 | No convocado               | No convocado                                     |
| 1971 | Declarado desierto         | Declarado desierto                               |
| 1972 | Justo Arroyo               | Capricornio en gris                              |
| 1973 | Declarado desierto         | Declarado desierto                               |
| 1974 | Ricardo J. Bermúdez        | Para rendir al animal que ronda                  |
| 1975 | José Antonio Córdova       | Con Irene y otros cuentos                        |
| 1976 | Ernesto Endara             | Cerrado por duelo                                |
| 1977 | Edgar Soberón Torchia      | La historia de Dorita Kiñones y otros feminismos |
| 1978 | Dimas Lidio Pitty          | Los caballos estornudan en la lluvia             |
| 1979 | Declarado desierto         | Declarado desierto                               |
| 1980 | Declarado desierto         | Declarado desierto                               |
| 1981 | Giovanna Benedetti         | La lluvia sobre el fuego                         |
| 1982 | Ernesto Endara             | Las aventuras de Piti Mini                       |
| 1983 | Herasto Reyes              | Cuentos de la vida                               |
| 1984 | Ernesto Endara             | Un lucero sobre el ancla                         |
| 1985 | Rosa María Britton         | ¿Quién inventó el mambo?                         |
| 1986 | Pantaleón Henríquez Bernal | Cuentos de acá y de allá                         |
| 1987 | Declarado desierto         | Declarado desierto                               |
| 1988 | Cirilo Castillo Barrera    | Potentados de sueños                             |
| 1989 | Beatriz C. Valdés E.       | Nada personal                                    |
| 1989 | Rafael Ruiloba             | Vienen de Panamá                                 |
| 1991 | Justo Arroyo               | Rostros como manchas                             |
| 1992 | Antonio Paredes V.         | El duende y otros cuentos                        |
| 1993 | Pedro Rivera               | Las huellas de mis pasos                         |
| 1994 | Consuelo Tomás             | Inauguración de la fe                            |
| 1995 | Justo Arroyo               | Para terminar diciembre                          |
| 1996 | Beatriz Valdés             | La estrategia del escorpión                      |
| 1997 | Pedro Luis Prados          | Bajamar                                          |
| 1998 | Ernesto Endara             | Llovizna de verano                               |
| 1999 | Sydia Candanedo de Zúñiga  | Los papelillos del doctor Escarria               |
| 2000 | Eustorgio Chong Ruiz       | El cazador de alforja                            |
| 2001 | Justo Arroyo               | Nadie en su sano juicio                          |
| 2002 | Pedro Luis Prados          | El otro lado del sueño                           |
| 2003 | Allen Patiño               | La niña de mis ojos                              |
| 2004 | Ernesto Endara             | Al principio creó Dios la curva                  |
| 2005 | Enrique Jaramillo Levi     | En un instante y otras eternidades               |
| 2006 | Ariel Barría Alvarado      | Ojos para oír                                    |
| 2007 | Declarado desierto         | Declarado desierto                               |
| 2008 | Víctor Manuel Rodríguez    | Un milagro bastante raro                         |
| 2009 | Dimas Lidio Pitty          | La puerta falsa                                  |
| 2010 | Germán Velásquez           | Cita a ciegas                                    |
| 2011 | Ernesto Endara             | Un final feliz y otros finales                   |
| 2012 | Claudio de Castro          | El misterio del manuscrito Voynich               |
| 2013 | Javier Medina Bernal       | No estar loco es la muerte                       |
| 2014 | Declarado desierto         | Declarado desierto                               |
| 2015 | Ariel Barría Alvarado      | Losa doce                                        |
| 2016 | Giovanna Benedetti         | Vértigo de malabares                             |
| 2017 | Pedro Crenes Castro        | Cómo ser Charles Atlas                           |
| 2018 | María Laura De Piano       | Pesadillas de verano                             |
| 2019 | Arturo Wong Sagel          | Paisaje clandestino                              |
| 2020 | Javier Medina Bernal       | La cédula de mi madre y otros cuentos            |
| 2021 | Ela Urriola                | Carosis                                          |
| 2022 | Dimitrios Gianareas        | 500 kilómetros                                   |

### Sección Ensayo
Esta es una de las tres categorías originales del concurso. 
| Año  | Galardonado(a)                          | Obra |
| ---- | --------------------------------------- | --- |
| 1942 | Rodrigo Miró                            | De la vida intelectual en la colonia panameña                                                                                  |
| 1943 | No convocado                            | No convocado |
| 1944 | No convocado                            | No convocado |
| 1945 | No convocado                            | No convocado |
| 1946 | No convocado                            | No convocado |
| 1947 | Ricardo Lasso                           | Factores sociales condicionanles de la salud física y moral en Panamá                                                          |
| 1948 | Pablo Cordero                           | La cuestión de la vivienda en Panamá                                                                                           |
| 1949 | Ernesto Castillero P.                   | Relaciones de Panamá y Estados Unidos a la luz de los tratados de 1903                                                         |
| 1950 | Carlos Manuel Gasteazoro                | Vida, pasión y muerte de Santa María La Antigua del Darién                                                                     |
| 1951 | No convocado                            | No convocado |
| 1952 | Dora Pérez de Zárate y Manuel F. Zárate | La décima y la copla en Panamá                                                                                                 |
| 1953 | Gustavo Anguizola                       | Figura de la historia nacional                                                                                                 |
| 1954 | Carlos Manuel Gasteazoro                | Introducción al estudio de la historia de Panamá: fuentes de la época hispánica                                                |
| 1955 | Efraín Pérez Ch.                        | Un ensayo sobre la arquitectura en Panamá                                                                                      |
| 1956 | José Manuel Reverte                     | Bocio endémico en Panamá |
| 1957 | Elsie Alvarado de Ricord                | Estilo y densidad en la poesía de Ricardo J. Bermúdez                                                                          |
| 1958 | José Manuel Reverte                     | Río Bayano, región del mañana                                                                                                  |
| 1959 | No convocado                            | No convocado |
| 1960 | Roberto Luzcando                        | Tristán solarte, representación panameña en la novela y poesía                                                                 |
| 1961 | Dora Pérez de Zárate y Manuel F. Zárate | Tambor y socavón |
| 1962 | No convocado                            | No convocado |
| 1963 | No convocado                            | No convocado |
| 1964 | Álvaro Menéndez Franco                  | Análisis histórico sobre los sucesos de enero de 1964                                                                          |
| 1965 | No convocado                            | No convocado |
| 1966 | José Manuel Reverte                     | Literatura oral cuna |
| 1967 | Elsie Alvarado de Ricord                | La poesía de Rubén Darío |
| 1968 | No convocado                            | No convocado |
| 1969 | José Guíllame Ros-Zanot                 | Sobre el fenómeno de la desnutrición en el niño                                                                                |
| 1970 | No convocado                            | No convocado |
| 1971 | Ricaurte Soler y José de Jesús Martínez | Estudios filosóficos |
| 1972 | Elsie Alvarado de Ricord                | Aproximación a la obra poética de Ricardo Miró                                                                                 |
| 1973 | Declarado desierto                      | Declarado desierto |
| 1974 | Julio César Moreno                      | La vida, obra y pensamiento vivo de Isaías García Aponte                                                                       |
| 1975 | Declarado desierto                      | Declarado desierto |
| 1976 | Roberto de la Guardia                   | Los negros en la historia de Panamá                                                                                            |
| 1977 | Julio César Moreno Davis                | Esbozo biográfico y pensamiento filosófico de José de la Luz y Caballero                                                       |
| 1978 | Declarado desierto                      | Declarado desierto |
| 1979 | Declarado desierto                      | Declarado desierto |
| 1980 | Miguel A. Montiel G.                    | Fundamentos filosóficos científicos de la historia                                                                             |
| 1981 | Martín E. Jamieson V.                   | La novela de Pernett y Morales                                                                                                 |
| 1982 | Ricaurte Soler                          | Cuatro ensayos de historia sobre Panamá y nuestra América                                                                      |
| 1983 | Miguel A. Montiel G.                    | Ciencia vs Metafísica |
| 1984 | Giovanna Benedetti                      | El sótano dos de la cultura |
| 1985 | Beatriz C. Valdés E.                    | Yukio Mishima: seda y acero |
| 1986 | Humberto Ricord                         | Panamá en la Guerra de los Mil Días                                                                                            |
| 1989 | Prisciliano Barrios                     | Identidad nacional: fantasía y Verdad                                                                                          |
| 1990 | Omar Jaén Suárez                        | Un estudio de historia rural panameña: la región de los llanos del Chirú                                                       |
| 1991 | Víctor Manuel Rodríguez                 | Libelo contra la muerte. Ensayo filosófico sobre el carácter crítico del pensamiento utópico                                   |
| 1992 | Eustorgio Chong Ruiz                    | Los chinos en la sociedad panameña                                                                                             |
| 1993 | Julio César Moreno Davis                | Encuentro con la poesía premiada de Tobías Díaz Blaitry                                                                        |
| 1994 | Alfredo Castillero                      | Conquista, evangelización y resistencia. ¿Triunfo o fracaso de la política indigenista?                                        |
| 1995 | Luis Saavedra                           | Lógica, ciencia y filosofía |
| 1996 | Raúl Leis                               | Panamá, luces y sombras hacia el siglo XXI                                                                                     |
| 1997 | Alondra Badano                          | Dos parejas des-parejas |
| 1998 | Alberto MacKay                          | Las estructuras del estado panameño, sus raíces históricas y geográficas                                                       |
| 1999 | Ernesto Endara                          | Con el diablo en el cuerpo y otros ensayos                                                                                     |
| 2000 | Víctor Manuel Rodríguez                 | La palanca del mal. La redistribución erosionada y el paradigma neoliberal                                                     |
| 2001 | Rodrigo Him Fábrega                     | Configuraciones simbólicas: estudios sobre la novela panameña de la fase vanguardista.                                         |
| 2002 | César Julio González Herrera            | Aproximación historiográfica del pensamiento ideológico político del conservadurismo en Panamá                                 |
| 2003 | Melquíades Villarreal                   | Esperanza o realidad: fronteras de la entidad panameña en el primer centenario de la República                                 |
| 2004 | Pedro Rivera                            | Condición humana, invasión y guerra infinita                                                                                   |
| 2005 | Damaris Serrano                         | Literatura panameña: historia, nación, sociedad (Amor, cultura y conflicto en la segunda mitad del siglo XX)                   |
| 2006 | Celestino Araúz                         | Bocas del Toro y el Caribe: periferia y marginalidad, siglos XIV - XIX                                                         |
| 2007 | Luis Pulido Ritter                      | Filosofía de la nación romántica, seis ensayos críticos sobre el pensamiento intelectual y filosófico en Panamá, 1930-1960     |
| 2008 | Octavio Tapia                           | Para entender al panameño, una aproximación a su identidad                                                                     |
| 2009 | Porfirio Salazar                        | La piel en la llama |
| 2010 | Patricia Pizurno                        | Memoria e imaginario de identidad racial en el siglo XIX                                                                       |
| 2011 | Ernesto Endara                          | Una mente vagabunda |
| 2012 | Porfirio Sánchez Fuentes                | Porfirio Sánchez Fuentes |
| 2013 | Damaris Serrano                         | (Re)cuentos de la nación en diásporas                                                                                          |
| 2014 | Víctor Manuel Rodríguez                 | Los trabajos y los días en el canal de Panamá                                                                                  |
| 2015 | Octavio Tapia                           | El panameño, entre el malestar, la despreocupación y la esperanza.                                                             |
| 2016 | Francisco Díaz Montilla                 | Neurofilosofía, epistemología y el mito del alma                                                                               |
| 2017 | Luis Pulido Ritter                      | Fragmentos críticos post coloniales (ensayos transversales de sociología literaria y culturales panameños)                     |
| 2018 | Damaris Serrano                         | Panamá: Post / Modernidad / Post (La jornada de una estrategia poético-narrativa)                                              |
| 2019 | Danae Brugiati                          | Mestizaje: mujeres y mitos |
| 2020 | Luis Pulido Ritter                      | Un viaje transatlántico. América, África, Europa (Negatividades en relación; en la crítica del eurocentrismo en la modernidad) |

### Sección Poesía
Esta es una de las tres categorías originales del concurso.
| Año  | Galardonado(a)                         | Obra                                    |
| ---- | -------------------------------------- | --------------------------------------- |
| 1942 | Stella Sierra                          | Sinfonía jubilosa en doce sonetos       |
| 1943 | Tobías Díaz Blaitry                    | La luna en la mano                      |
| 1944 | No convocado                           | No convocado                            |
| 1945 | No convocado                           | No convocado                            |
| 1946 | No convocado                           | No convocado                            |
| 1947 | Tobías Díaz Blaitry                    | Poemas del camino                       |
| 1948 | Rogelio Sinán                          | Semana Santa en la niebla               |
| 1949 | Eduardo Ritter Aislán                  | Rosicler                                |
| 1950 | José Guillermo Ros-Zanet               | Poemas fundamentales (Origen y signos)  |
| 1951 | No convocado                           | No convocado                            |
| 1952 | Demetrio Fábrega                       | Redes de humo                           |
| 1953 | José Guillermo Ros-Zanet               | Ceremonial del recuerdo                 |
| 1954 | Carlos F. Changmarín                   | Poemas corporales                       |
| 1955 | Demetrio Fábrega                       | Libro de la mal sentada                 |
| 1956 | José A. Moncada Luna                   | Las voces desde el tiempo               |
| 1957 | No convocado                           | No convocado                            |
| 1958 | Moravia Ochoa López                    | Raíces primordiales                     |
| 1959 | José Guillermo Ros-Zanet               | Sin el color del cielo                  |
| 1960 | Ricardo J. Bermúdez                    | Con la llave en el suelo                |
| 1961 | Demetrio Fábrega                       | Cuerpo amoroso                          |
| 1962 | No convocado                           | No convocado                            |
| 1963 | José Antonio Córdova                   | Semilla del alba                        |
| 1964 | No convocado                           | No convocado                            |
| 1965 | Diana Morán                            | Gaviota de cruz abierta                 |
| 1966 | Ramiro Ochoa López                     | Poesía furiosa                          |
| 1967 | No convocado                           | No convocado                            |
| 1968 | Roberto Luzcando                       | Para ir con el viento                   |
| 1969 | Pedro Rivera Ortega                    | Los pájaros regresan de la niebla       |
| 1970 | No convocado                           | No convocado                            |
| 1971 | Agustín del Rosario                    | De parte interesada                     |
| 1972 | Manuel Orestes Nieto                   | Reconstrucción de los hechos            |
| 1973 | Roberto Fernández Iglesias             | Canciones retorcidas                    |
| 1974 | John Ryan                              | Poemas desde una casa para locos        |
| 1975 | José Franco                            | Horas testimoniales                     |
| 1976 | John Ryan                              | Poemas en blanco                        |
| 1977 | Iván Romero                            | Las cartas sobre la mesa                |
| 1978 | Dimas Lidio Pitty                      | Crónicas prohibidas                     |
| 1979 | Matilde Real de González y José Franco | Una cruz verde en el camino             |
| 1980 | Tobías Díaz Blaitry                    | Pájaros de papel                        |
| 1981 | Demetrio Fábrega                       | Poemas                                  |
| 1982 | Pedro Correa Vásquez                   | Plagio                                  |
| 1983 | Manuel Orestes Nieto                   | Panamá en la memoria de los mares       |
| 1984 | José Guillermo Ros-Zanet               | Un no rompido sueño                     |
| 1985 | Dimas Lidio Pitty                      | Rumor de multitud                       |
| 1986 | Arnoldo Díaz Wong                      | Náufrago nace el hombre, náufrago muere |
| 1987 | Euclides Meléndez                      | Los poetas no montan caballos de madera |
| 1988 | Ramiro Ochoa López                     | Pasajero, fin de siglo                  |
| 1989 | Roberto Luzcando                       | Los poemas del alfabeto                 |
| 1990 | Héctor Collado                         | En casa de la madre                     |
| 1991 | José Antonio Carr                      | La rosa contra el muro                  |
| 1992 | Giovanna Benedetti                     | Entonces, ahora y luego                 |
| 1993 | Pedro Correa Vásquez                   | La canción del pordiosero               |
| 1994 | Consuelo Tomás                         | La agonía de la reina                   |
| 1995 | José Antonio Carr                      | Estación de la sangre                   |
| 1996 | Manuel Orestes Nieto                   | El mar de los sargazos                  |
| 1997 | Tobías Díaz Blaitry                    | Sueños ante un espejo                   |
| 1998 | Porfirio Salazar                       | No reinarán las ruinas para siempre     |
| 1999 | Porfirio Salazar                       | Ritos por la paz y otros rencores       |
| 2000 | Pedro Rivera                           | La mirada de Ícaro                      |
| 2001 | Guillermo Sánchez Borbón               | Viene de lejos                          |
| 2002 | Manuel Orestes Nieto                   | Nadie llegará mañana                    |
| 2003 | Moisés Pascual                         | Traganiquel                             |
| 2004 | Héctor Collado                         | Artefactos                              |
| 2005 | Giovanna Benedetti                     | Entrada abierta a la mansión cerrada    |
| 2006 | José Antonio Carr                      | Reino adentro (Más allá de la rosa)     |
| 2007 | Descalificada                          |                                         |
| 2008 | Lucy Cristina Chau                     | La casa rota                            |
| 2009 | Salvador Medina Barahona               | Pasaba yo por los días                  |
| 2010 | Moisés Pascual                         | Conjugando                              |
| 2011 | Javier Medina Bernal                   | Hemos caminado siglos esta madrugada    |
| 2012 | Manuel Orestes Nieto                   | El deslumbrante mar que nos hizo        |
| 2013 | Giovanna Benedetti                     | Música para las fieras                  |
| 2014 | Ela Urriola                            | La nieve sobre la arena                 |
| 2015 | Javier Alvarado                        | Cartas arrojadas al Neva                |
| 2016 | Arturo Wong Sagel                      | Fragmento de un espejo                  |
| 2017 | Jhavier Romero                         | La brújula del invierno                 |
| 2018 | Ela Urriola                            | La edad de la rosa                      |
| 2019 | Edduin González Alarcón                | Camila                                  |
| 2020 | Agenor Prieto Machado                  | Hacia el tú invocable                   |

### Sección Teatro
Categoría convocada por primera vez en 1952.
| Año  | Galardonado(a)                           | Obra                                               |
| ---- | ---------------------------------------- | -------------------------------------------------- |
| 1952 | Renato Ozores                            | Un ángel                                           |
| 1953 | Dora Pérez de Zárate                     | Niebla al amanecer                                 |
| 1954 | No convocado                             | No convocado                                       |
| 1955 | No convocado                             | No convocado                                       |
| 1956 | Renato Ozores                            | La fuga                                            |
| 1957 | No convocado                             | No convocado                                       |
| 1958 | No convocado                             | No convocado                                       |
| 1959 | Miguel Moreno                            | Ayara y Anayansi                                   |
| 1960 | Ernesto Endara                           | ¡Ay de los vencidos!                               |
| 1961 | No convocado                             | No convocado                                       |
| 1962 | No convocado                             | No convocado                                       |
| 1963 | Miguel Moreno                            | Fugitiva de la gloria                              |
| 1964 | Guillermo Beleño                         | El ojo de la aguja                                 |
| 1965 | Carlos García de Paredes                 | Celeste por la mañana                              |
| 1966 | No convocado                             | No convocado                                       |
| 1967 | José de Jesús Martínez                   | Cero y van tres                                    |
| 1968 | Ernesto Endara                           | El trono                                           |
| 1969 | No convocado                             | No convocado                                       |
| 1970 | No convocado                             | No convocado                                       |
| 1971 | Declarado desierto                       | Declarado desierto                                 |
| 1972 | Eustorgio Chong Ruiz                     | Después del manglar                                |
| 1973 | Raúl Leis                                | Viaje a la salvación y otros países                |
| 1974 | Declarado desierto                       | Declarado desierto                                 |
| 1975 | José de Jesús Martínez                   | La guerra del banano o Réquiem para un capitalista |
| 1976 | José Franco                              | Redobles al amanecer                               |
| 1977 | Ernesto Endara                           | Una bandera                                        |
| 1978 | Alfredo Arango y Edgar Soberón Torchia   | Pepita de marañón (Es más, el Día de la Lata)      |
| 1979 | Jarl Ricardo Babot                       | Las aves                                           |
| 1980 | Declarado desierto                       | Declarado desierto                                 |
| 1981 | Raúl Leis                                | El nido del macuá                                  |
| 1982 | Declarado desierto                       | Declarado desierto                                 |
| 1983 | Ernesto Endara                           | El fusilado                                        |
| 1984 | Declarado desierto                       | Declarado desierto                                 |
| 1985 | Ernesto Endara                           | Demasiadas flores para Rodolfo                     |
| 1986 | Rosa María Britton                       | Esa esquina del paraíso                            |
| 1987 | Rosa María Britton                       | Banquete de despedida                              |
| 1988 | Raúl Leis                                | Mundunción                                         |
| 1989 | Mireya Hernández y Edgar Soberón Torchia | Del mambo al chachachá (alias El Arco Iris)        |
| 1990 | Ernesto Endara                           | Donde es más brillante el sol                      |
| 1991 | Declarado desierto                       | Declarado desierto                                 |
| 1992 | Ernesto Endara                           | Sir Henry, el pirata                               |
| 1993 | Edgar Soberón Torchia                    | ¡Yo quiero ser artista!                            |
| 1994 | Iván García                              | Juan Salvador                                      |
| 1995 | Ernesto Endara                           | In God We Trust                                    |
| 1996 | Javier Stanziola                         | De mangos y albaricoques                           |
| 1997 | Declarado desierto                       | Declarado desierto                                 |
| 1998 | Mauro Zúñiga                             | Vida de otra forma                                 |
| 1999 | Alondra Badano                           | Jugada partida                                     |
| 2000 | Raúl Leis                                | El puente                                          |
| 2001 | Mireya Hernández                         | Vivir la vida                                      |
| 2002 | Javier Stanziola                         | Solsticio de invierno                              |
| 2003 | Declarado desierto                       | Declarado desierto                                 |
| 2004 | Alondra Badano                           | Babilonia, Way of Life                             |
| 2005 | Frank Spano                              | Gaugin y el canal                                  |
| 2006 | Mireya Hernández                         | Sucedió en enero                                   |
| 2007 | Ernesto Endara                           | Puedes llamarme Simón                              |
| 2008 | Javier Stanziola                         | Hablemos de lo que no hemos vivido                 |
| 2009 | Declarado desierto                       | Declarado desierto                                 |
| 2010 | José Durango Polo                        | Ñinga culpable                                     |
| 2011 | Winnie Sittón                            | ¡A por ellos!                                      |
| 2012 | Mónica Guardia                           | Milagros de la fe                                  |
| 2013 | Alondra Badano                           | Sospecha de sospechas                              |
| 2014 | Isabel María Pérez de Burgos             | Tránsito                                           |
| 2015 | Álex Mariscal                            | Desaparecidos                                      |
| 2016 | Arturo Wong Sagel                        | Implicados                                         |
| 2017 | Manuel Paz Batista                       | Autopsia psicológica                               |
| 2018 | Isabel Pérez de Burgos                   | Los inocentes                                      |
| 2019 | Jhavier Romero Hernández                 | Sucede que me canso de ser hombre                  |
| 2020 | Indi Lucía Pereira Solís                 | Despertar en el abismo                             |
| 2021 | Consuelo Tomás                           | Sonata para los ángeles rotos                      |
| 2022 | Roberto Thomas-Díaz                      | Un elefante en la habitación                       |
| 2023 | José Durango Polo                        | Balcones del arrabal                               |
| 2024 | Edgar Soberón Torchia                    | Luna escarlata                                     |

## Algunos jurados reconocidos
- Jorge Arroyo - dramaturgo (2002)
- Alondra Badano - teatrista y narradora (2014)
- Isaac Chocrón - dramaturgo (1996)
- Sergio Corrieri - actor y director (1979)
- Delia Cortés - actriz y escritora (2008)
- Tatiana de la Ossa - directora y escritora (2001)
- Jacinta Escudos - novelista (2008)
- Augusto Monterroso - cuentista (1977)
- Mauricio Orellana Suárez- novelista (2012)
- José Emilio Pacheco - poeta, narrador, ensayista (1973)
- Pedro Luis Prados - novelista (2008)
- José Luis Rodríguez Pittí - narrador y ensayista (2014)
- René Rodríguez Soriano - novelista (2012)
- Cira Romero - investigadora (2008)
- Carlos Sandoval - crítico literario (2008)
- Edgar Soberón Torchia - dramaturgo y cuentista (1985)
- Javier Stanziola - director y escritor (2018, 2022)
- Danilo Umaña Sacasa - poeta (2008)
- Rossana Uribe - actriz (1995)